# Inwardleigh
Inwardleigh is een civil parish in het bestuurlijke gebied West Devon, in het Engelse graafschap Devon. In 2001 telde het dorp 454 inwoners.